# NGC 1690
NGC 1690 este o galaxie eliptică situată în constelația Orion. A fost descoperită în 13 martie 1831 de către John Herschel.